# (1655) Comas Solá
(1655) Comas Solá ist ein Asteroid des Hauptgürtels, der am 28. November 1929 vom katalanischen Astronomen José Comas Solá in Barcelona entdeckt wurde.
Benannt wurde der Asteroid nach seinem Entdecker.